# Байдак Микола Дмитрович
Микола Дмитрович Байдак (нар. 1850 — пом. ?) — представник українського дворянського роду, громадський діяч, земський гласний, депутат Державної думи Російської імперії I скликання.

## Життєпис
Народився у дворянській родині в Олександрійському повіті, спадковий шляхтич.
Батько — Дмитро Олександрович (предводитель дворянства Олександрійського повіту у 1869—1874) похований у збудованій його ж коштом церкві у селі Байдаківці Олександрійського повіту Херсонської губернії, де його родина була землевласником.
Закінчив Київський університет та Петербурзький інститут інженерів шляхів сполучення. Інженер, працював на залізничних дорогах, дослужився до керуючого Московсько-Віндавською залізницею.
Засновник у 1902 році залізничного училища (нині технікум) у місті Великі Луки. Землевласник. Крім того, був земським начальником в Олександрійському повіті, кілька триріч обирався гласним Олександрійського повітового земського зібрання, а також почесним мировим суддею.
15 квітня 1906 року Микола Байдак був обраний до І Думи від загального складу виборщиків Херсонського губернського зібрання. Позапартійний, з тяжінням до октябристів. Член комісій: аграрної, бюджетної, розпорядчої.
Після розгону царем І Думи подальша доля невідома.